# U flandrijskim poljima
U flandrijskim poljima (engl. In Flanders Fields) poznata je pjesma kanadskoga vojnog liječnika Johna McCraea koja je prerasla u najpoznatije pjesničko djelo s tematikom Prvoga svjetskog rata i uz roman Na zapadu ništa novo postala književni simbol Velikoga rata. Motiv crvenih poljskih makova iz pjesme prerastao je u simbol sjećanja na žrtve rata te se na Dan sjećanja (11. studenoga) u zemljama Commonwealtha poklanja drugima te se njime krase grobovi i spomenici poginulih u Prvom svjetskom ratu.
McCrae je pjesmu napisao 1915. godine, u jeku Druge bitke za Ypres, nakon što je nekoliko dana ranije osobno pokopao prijatelja Alexisa, 22-godišnjaka poginula u Flandriji. U pismu majci McCrae piše o užasima bitke, svojoj tuzi i posebnim osjećajima kada je vidio kako su brzo crveni cvjetovi maka niknuli oko grobova njegovih poginulih prijatelja. McCrae piše kao da je on taj koji je mrtav i tako još jednom podsjeća na Platonovu mudrost »Samo su mrtvi vidjeli kraj rata«.
»Na poljima Flandrije makovi cvjetaju, između križeva, red po red. Označavaju naše mjesto, a na nebu ševe još uvijek hrabro pjevaju, lete …Mrtvi smo. Nekoliko dana prije živjeli smo, osluškivali zoru, gledali zalaska sunca sjaj, voljeli i bili voljeni …a sada ležimo u poljima Flandrije...«
Prema pjesmi je nazvan i muzej u Ypresu s postavom iz Prvog svjetskog rata. Pjesma se često čita na svečanostima u sklopu obilježavanja Dana sjećanja na žrtve Velikoga rata.